# إدارة غرفة الصف

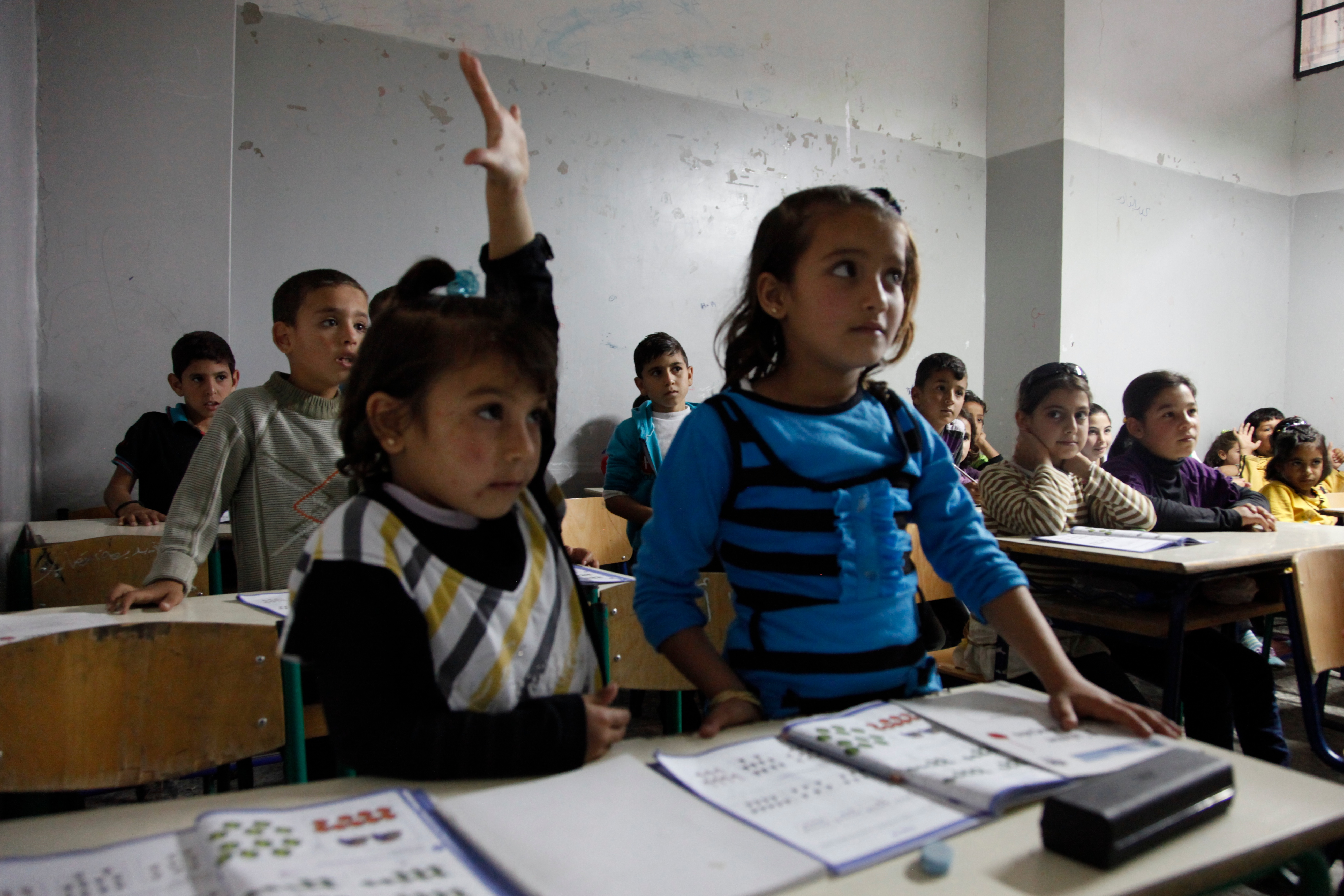
تعليم مبدأ الإجراءات (كجعل الأطفال يرفعون أيديهم عندما يريدون التحدث) هو أحد أساليب إدارة غرفة الصف.

إدارة غرفة الصف أو إدارة الغرفة الصفية هو مصطلح يستخدمه المعلمون لوصف عملية التأكد من أن الدروس يتم شرحها واستيعابها بسلاسة، دون الإخلال بذلك من قبل فئة من الطلاب المعيقين لسير العملية التعليمية. يشير المصطلح أيضا إلى منع السلوك غير الإيجابي من قبل الطلاب بشكل استباقي، وكذلك الاستجابة له في حالة حدوثه.
يعد هذا الجانب من وظيفة التدريس أحد الجوانب الصعبة، بعض المشاكل في هذا النطاق قد تدفع بالمعلم إلى ترك مهنته. في عام 1981، أفادت الجمعية التعليمية الوطنية الأمريكية أن استطلاعا للرأي يقول بأن 36% من المدرسين لم يكونوا ليختاروا مهنة التدريس إذا عادوا إلى الوقت الذي قرروا فيه ذلك. أحد الأسباب الرئيسية لذلك بناء على الاستطلاع كان السلوك السيئ من الطلاب وعدم الالتزام.
تعتبر إدارة الفصل أمرًا بالغ الأهمية في الفصول الدراسية لأنها تدعم التنفيذ السليم لتطوير المناهج الدراسية وتطوير أفضل ممارسات التدريس ووضعها موضع التنفيذ. يمكن وصف إدارة الفصل الدراسي على أنها الإجراءات والتوجيهات التي يستخدمها المعلمون لإنشاء بيئة تعلم ناجحة، مما ينعكس إيجابيا على الطلاب ويساعدهم على تحقيق الأهداف والمتطلبات. لضمان حصول جميع الطلاب على أفضل تعليم، قد يكون من المفيد لبرامج التعليم قضاء المزيد من الوقت والجهد في التأكد من تعليم المدرسين الأساليب الصحيحة لإدارة الفصل الدراسي.
لا يركز المعلمون غالبا على تعلم الإدارة الصفية، لأن برامج التعليم العالي لا تركز على خلق معلم يمتلك القدرة على إدارة الصف؛ في الواقع، ينصب التركيز أكثر على خلق جو تعليمي ملائم للطالب، وتهيئة الأدوات اللازمة للمدرس لتعليم الأجيال القادمة. وفقا لـ Moskowitz & Hayman، بمجرد أن يفقد المدرس التحكم داخل غرفة الصف، تصبح استعادة السيطرة أصعب بصورة متزايدة.

### المزيد
- Eisenman, Gordon, Susan Edwards, and Carey Anne Cushman (2015). "Bringing Reality To Classroom Management in Teacher Education". Professional Educator. Academic Search Complete. ج. 39 ع. 1: 1–12. {{استشهاد بدورية محكمة}}: الوسيط |تاريخ الوصول بحاجة لـ |مسار= (مساعدة)
- Soheili, Fariba; Alizadeh, Hamid; Murphy, Jason M.; Bajestani, Hossein Salimi; Ferguson, Eva Dreikurs (2015). "Teachers As Leaders: The Impact Of Adler-Dreikurs Classroom Management Techniques On Students' Perceptions Of The Classroom Environment And On Academic Achievement". Journal of Individual Psychology. Academic Search Complete. ج. 71 ع. 4: 440–461. {{استشهاد بدورية محكمة}}: الوسيط |تاريخ الوصول بحاجة لـ |مسار= (مساعدة)

## وصلات خارجية
- Contemporary Educational Psychology/Chapter 7: Classroom Management and the Learning Environment
- 'New York Times' profile of Delaney Cards and their creator
- إدارة غرفة الصف والالتزام
- أساسيات إدارة غرفة الصف